# CIM-10 Chapitre 02 : Tumeurs
Cet article développe le Chapitre 02 : Tumeurs de la classification internationale des maladies (CIM-10) publié par l'Organisation mondiale de la santé (OMS).

## Liste des classes

### (C00-C14) Tumeurs malignes, lèvre, cavité buccale et pharynx
- (C00) Néoplasie maligne de la lèvre
  - (C00.0) Lèvre supérieure, bord libre
  - (C00.1) Lèvre inférieure, bord libre
  - (C00.2) Lèvre, sans précision, bord libre
  - (C00.3) Lèvre supérieure, face interne
  - (C00.4) Lèvre inférieure, face interne
  - (C00.5) Lèvre, sans précision, face interne
  - (C00.6) Commissure des lèvres
  - (C00.8) Lésion à localisations contiguës de la lèvre
  - (C00.9) Lèvre, sans précision

- (C01) Tumeur maligne de la base de la langue

- (C02) Tumeur maligne de la langue, parties autres et non précisées
  - (C02.0) Face dorsale de la langue
  - (C02.1) Pointe et bords latéraux de la langue
  - (C02.2) Face inférieure de la langue
  - (C02.3) Deux tiers antérieurs de la langue, sans précision
  - (C02.4) Amygdale linguale
  - (C02.8) Lésion à localisations contiguës de la langue
  - (C02.9) Langue, sans précision

- (C03) Tumeur maligne de la gencive
  - (C03.0) Gencive supérieure
  - (C03.1) Gencive inférieure
  - (C03.9) Gencive, sans précision

- (C04) Tumeur maligne du plancher de la bouche
  - (C04.0) Plancher antérieur de la bouche
  - (C04.1) Plancher latéral de la bouche
  - (C04.8) Lésion à localisations contiguës du plancher de la bouche
  - (C04.9) Plancher de la bouche, sans précision

- (C05) Tumeur maligne du palais
  - (C05.0) Voûte palatine
  - (C05.1) Voile du palais
  - (C05.2) Luette
  - (C05.8) Lésion à localisations contiguës du palais
  - (C05.9) Palais, sans précision

- (C06) Tumeur maligne de la bouche, parties autres et non précisées
  - (C06.0) Muqueuse de la joue
  - (C06.1) Vestibule de la bouche
  - (C06.2) Région rétromolaire
  - (C06.8) Lésion à localisations contiguës de la bouche, parties autres et non précisées
  - (C06.9) Bouche, sans précision

- (C07) Tumeur maligne de la glande parotide

- (C08) Tumeur maligne des glandes salivaires principales, autres et non précisées
  - (C08.0) Glande sous-maxillaire
  - (C08.1) Glande sublinguale
  - (C08.8) Lésion à localisations contiguës des glandes salivaires principales
  - (C08.9) Glande salivaire principale, sans précision

- (C09) Tumeur maligne de l'amygdale
  - (C09.0) Fosse amygdalienne
  - (C09.1) Pilier de l'amygdale (antérieur) (postérieur)
  - (C09.8) Lésion à localisations contiguës de l'amygdale
  - (C09.9) Amygdale, sans précision

- (C10) Tumeur maligne de l'oropharynx
  - (C10.0) Sillon glosso-épiglottique
  - (C10.1) Face antérieure de l'épiglotte
  - (C10.2) Paroi latérale de l'oropharynx
  - (C10.3) Paroi postérieure de l'oropharynx
  - (C10.4) Fente branchiale
  - (C10.8) Lésion à localisations contiguës de l'oropharynx
  - (C10.9) Oropharynx, sans précision

- (C11) Tumeur maligne du rhinopharynx
  - (C11.0) Paroi supérieure du rhinopharynx
  - (C11.1) Paroi postérieure du rhinopharynx
  - (C11.2) Paroi latérale du rhinopharynx
  - (C11.3) Paroi antérieure du rhinopharynx
  - (C11.8) Lésion à localisations contiguës de rhinopharynx
  - (C11.9) Rhinopharynx, sans précision

- (C12) Tumeur maligne du sinus piriforme

- (C13) Tumeur maligne de l'hypopharynx
  - (C13.0) Région rétro-cricoïdienne
  - (C13.1) Repli ary-épiglottique, versant hypopharyngé
  - (C13.2) Paroi postérieure de l'hypopharynx
  - (C13.8) Lésion à localisations contiguës de l'hypopharynx
  - (C13.9) Hypopharynx, sans précision

- (C14) Tumeur maligne de la lèvre, de la cavité buccale et du pharynx, de sièges autres et mal définis
  - (C14.0) Pharynx, sans précision
  - (C14.2) Anneau de Waldeyer
  - (C14.8) Lésion à localisations contiguës de la lèvre, de la cavité buccale et du pharynx

### (C15-C26) Tumeurs malignes, organes digestifs
- (C15) Tumeur maligne de l'œsophage
  - (C15.0) Œsophage cervical
  - (C15.1) Œsophage thoracique
  - (C15.2) Œsophage abdominal
  - (C15.3) Tiers supérieur de l'œsophage
  - (C15.4) Tiers moyen de l'œsophage
  - (C15.5) Tiers inférieur de l'œsophage
  - (C15.8) Lésion à localisations contiguës de l'œsophage
  - (C15.9) Œsophage, sans précision

- (C16) Tumeur maligne de l'estomac
  - (C16.0) Cardia
  - (C16.1) Fundus
  - (C16.2) Corps de l'estomac
  - (C16.3) Antre pylorique
  - (C16.4) Pylore
  - (C16.5) Petite courbure de l'estomac, sans précision
  - (C16.6) Grande courbure de l'estomac, sans précision
  - (C16.8) Lésion à localisations contiguës de l'estomac
  - (C16.9) Estomac, sans précision
    - (C16.9+0) Estomac, tumeur maligne familiale liée au gène CDH-1
    - (C16.9+8) Estomac, tumeurs malignes autres et non précisées

- (C17) Tumeur maligne de l'intestin grêle
  - (C17.0) Duodénum
  - (C17.1) Jéjunum
  - (C17.2) Iléon
  - (C17.3) Diverticule de Meckel
  - (C17.8) Lésion à localisations contiguës de l'intestin grêle
  - (C17.9) Intestin grêle, sans précision

- (C18) Cancer du côlon
  - (C18.0) Cæcum
  - (C18.1) Appendice
  - (C18.2) Côlon ascendant
  - (C18.3) Angle droit du côlon
  - (C18.4) Côlon transverse
  - (C18.5) Angle gauche du côlon
  - (C18.6) Côlon descendant
  - (C18.7) Côlon sigmoïde
  - (C18.8) Lésion à localisations contiguës du côlon
  - (C18.9) Côlon, sans précision
    - (C18.9+0) Syndrome de Lynch
    - (C18.9+8) Côlon, tumeurs malignes autres et non précisées

- (C19) Tumeur maligne de la jonction recto-sigmoïdienne

- (C20) Tumeur maligne du rectum

- (C21) Néoplasie maligne de l'anus et du canal anal
  - (C21.0) Anus, sans précision
  - (C21.1) Canal anal
  - (C21.2) Zone cloacale
  - (C21.8) Lésion à localisations contiguës du rectum, de l'anus et du canal anal

- (C22) Tumeur maligne du foie et des voies biliaires intrahépatiques
  - (C22.0) Carcinome hépatocellulaire
  - (C22.1) Carcinome du canal biliaire intrahépatique
  - (C22.2) Hépatoblastome
  - (C22.3) Angiosarcome du foie
  - (C22.4) Autres sarcomes du foie
  - (C22.7) Autres carcinomes du foie précisés
  - (C22.9) Foie, sans précision

- (C23) Tumeur maligne de la vésicule biliaire
- (C24) Tumeurs malignes des voies biliaires, autres et non précisées
  - (C24.0) Canal biliaire extra-hépatique
  - (C24.1) Ampoule de Vater
  - (C24.8) Lésion à localisations contiguës des voies biliaires
  - (C24.9) Voies biliaires, sans précision

- (C25) Tumeur maligne du pancréas
  - (C25.0) Tête du pancréas
  - (C25.1) Corps du pancréas
  - (C25.2) Queue du pancréas
  - (C25.3) Canal pancréatique
  - (C25.4) Pancréas endocrine
    - (C25.4+0) Pancréas endocrine, tumeur maligne avec néoplasie endocrine multiple de type NEM 1
    - (C25.4+8) Pancréas endocrine, tumeurs malignes autres et non précisées

  - (C25.7) Autres parties du pancréas
  - (C25.8) Lésion à localisations contiguës du pancréas
  - (C25.9) Pancréas, sans précision
    - (C25.9+0) Pancréas, tumeur maligne familiale
    - (C25.9+8) Pancréas, tumeurs malignes autres et non précisées

- (C26) Tumeur maligne des organes digestifs, de sièges autres et mal définis
  - (C26.0) Tractus intestinal, partie non précisée
  - (C26.1) Rate
  - (C26.8) Lésion à localisations contiguës de l'appareil digestif
  - (C26.9) Sièges mal définis de l'appareil digestif

### (C30-C39) Tumeurs malignes, organes respiratoires et intrathoraciques
- (C30) Tumeur maligne des fosses nasales et de l'oreille moyenne
  - (C30.0) Fosses nasales
  - (C30.1) Oreille moyenne

- (C31) Tumeur maligne des sinus de la face
  - (C31.0) Sinus maxillaire
  - (C31.1) Sinus ethmoïdal
  - (C31.2) Sinus frontal
  - (C31.3) Sinus sphénoïdal
  - (C31.8) Lésion à localisations contiguës des sinus de la face
  - (C31.9) Sinus de la face, sans précision

- (C32) Tumeur maligne du larynx
  - (C32.0) Glotte
  - (C32.1) Étage sus-glottique
  - (C32.2) Étage sous-glottique
  - (C32.3) Cartilage laryngé
  - (C32.8) Lésion à localisations contiguës du larynx
  - (C32.9) Larynx, sans précision

- (C33) Tumeur maligne de la trachée

- (C34) Tumeur maligne des bronches et du poumon
  - (C34.0) Bronche souche
  - (C34.1) Lobe supérieur, bronches ou poumon
  - (C34.2) Lobe moyen, bronches ou poumon
  - (C34.3) Lobe inférieur, bronches ou poumon
  - (C34.8) Lésion à localisations contiguës des bronches et du poumon
  - (C34.9) Bronche ou poumon, sans précision

- (C37) Tumeur maligne du thymus

- (C38) Tumeur maligne du cœur, du médiastin et de la plèvre
  - (C38.0) Cœur
  - (C38.1) Médiastin antérieur
  - (C38.2) Médiastin postérieur
  - (C38.3) Médiastin, partie non précisée
  - (C38.4) Plèvre
  - (C38.8) Lésion à localisations contiguës du cœur, du médiastin et de la plèvre

- (C39) Tumeur maligne de l'appareil respiratoire et des organes intrathoraciques, de sièges autres et mal défini
  - (C39.0) Voies respiratoires supérieures, partie non précisée
  - (C39.8) Lésion à localisations contiguës des organes respiratoires et intrathoraciques
  - (C39.9) Sièges mal définis de l'appareil respiratoire

### (C40-C41) Tumeurs malignes, os et cartilage articulaire
- (C40) Tumeur maligne des os et du cartilage articulaire des membres
  - (C40.0) Omoplate et os longs du membre supérieur
  - (C40.1) Os courts du membre supérieur
  - (C40.2) Os longs du membre inférieur
  - (C40.3) Os courts du membre inférieur
  - (C40.8) Lésion à localisations contiguës des os et du cartilage articulaire des membres
  - (C40.9) Os et cartilage articulaire d'un membre, sans précision

- (C41) Tumeur maligne des os et du cartilage articulaire, de sièges autres et non précisés 
  - (C41.0) Os du crâne et de la face
  - (C41.1) Mandibule
  - (C41.2) Rachis
  - (C41.3) Côtes, sternum et clavicule
  - (C41.4) Pelvis, sacrum et coccyx
  - (C41.8) Lésion à localisations contiguës des os et du cartilage articulaire
  - (C41.9) Os et cartilage articulaire, sans précision

### (C43-C44) Tumeurs malignes, peau
- (C43) Mélanome malin de la peau
  - (C43.0) Mélanome malin de la lèvre
  - (C43.1) Mélanome malin de la paupière, y compris le canthus
  - (C43.2) Mélanome malin de l'oreille et du conduit auditif externe
  - (C43.3) Mélanome malin de la face, parties autres et non précisées
  - (C43.4) Mélanome malin du cuir chevelu et du cou
  - (C43.5) Mélanome malin du tronc
  - (C43.6) Mélanome malin du membre supérieur, y compris l'épaule
  - (C43.7) Mélanome malin du membre inférieur, y compris la hanche
  - (C43.8) Lésion à localisations contiguës d'un mélanome malin de la peau
  - (C43.9) Mélanome malin de la peau, sans précision

- (C44) Autres tumeurs malignes  de la peau
  - (C44.0) Face cutanée de la lèvre
  - (C44.1) Peau de la paupière, y compris le canthus
  - (C44.2) Peau de l'oreille et du conduit auditif externe
  - (C44.3) Peau de la face, parties autres et non précisées
  - (C44.4) Peau du cuir chevelu et du cou
  - (C44.5) Peau du tronc
  - (C44.6) Peau du membre supérieur, y compris l'épaule
  - (C44.7) Peau du membre inférieur, y compris la hanche
  - (C44.8) Lésion à localisations contiguës de la peau
  - (C44.9) Tumeur maligne de la peau, sans précision

### (C45-C49) Tissu mésothélial et tissus mous
- (C45) Mésothéliome
  - (C45.0) Mésothéliome de la plèvre
  - (C45.1) Mésothéliome du péritoine
  - (C45.2) Mésothéliome du péricarde
  - (C45.7) Mésothéliome d'autres sièges
  - (C45.9) Mésothéliome, sans précision

- (C46) Sarcome de Kaposi
  - (C46.0) Sarcome de Kaposi de la peau
  - (C46.1) Sarcome de Kaposi des tissus mous
  - (C46.2) Sarcome de Kaposi du palais
  - (C46.3) Sarcome de Kaposi des ganglions lymphatiques
  - (C46.7) Sarcome de Kaposi d'autres sièges
    - (C46.70) Sarcome de Kaposi de la sphère ORL
    - (C46.71) Sarcome de Kaposi digestif
    - (C46.72) Sarcome de Kaposi pulmonaire
    - (C46.78) Sarcome de Kaposi d'autres localisations

  - (C46.8) Sarcome de Kaposi d'organes multiples
  - (C46.9) Sarcome de Kaposi, sans précision

- (C47) Tumeur maligne des nerfs périphériques et du système nerveux autonome
  - (C47.0) Nerfs périphériques de la tête, de la face et du cou
  - (C47.1) Nerfs périphériques du membre supérieur, y compris l'épaule
  - (C47.2) Nerfs périphériques du membre inférieur, y compris la hanche
  - (C47.3) Nerfs périphériques du thorax
  - (C47.4) Nerfs périphériques de l'abdomen
  - (C47.5) Nerfs périphériques du pelvis
  - (C47.6) Nerfs périphériques du tronc, sans précision
  - (C47.8) Lésion à localisations contiguës des nerfs périphériques et du système nerveux autonome
  - (C47.9) Nerfs périphériques et système nerveux autonome, sans précision

- (C48) Tumeur maligne du rétropéritoine et du péritoine
  - (C48.0) Rétropéritoine
  - (C48.1) Parties précisées du péritoine
  - (C48.2) Péritoine, sans précision
  - (C48.8) Lésion à localisations contiguës du rétropéritoine et du péritoine

- (C49) Tumeur maligne du tissu conjonctif et des autres tissus mous
  - (C49.0) Tissu conjonctif et autres tissus mous de la tête, de la face et du cou
  - (C49.1) Tissu conjonctif et autres tissus mous du membre supérieur, y compris l'épaule
  - (C49.2) Tissu conjonctif et autres tissus mous du membre inférieur, y compris la hanche
  - (C49.3) Tissu conjonctif et autres tissus mous du thorax
    - (C49.30) Vaisseaux (sanguins) (lymphatiques) du thorax
    - (C49.38) Tissu conjonctif et autres tissus mous du thorax

  - (C49.4) Tissu conjonctif et autres tissus mous de l'abdomen
    - (C49.40) Vaisseaux (sanguins) (lynphatiques) de l'abdomen
    - (C49.48) Tissu conjonctif et autres tissus mous de l'abdomen

  - (C49.5) Tissu conjonctif et autres tissus mous du pelvis
    - (C49.50) Vaisseaux (sanguins) (lymphatiques) du pelvis
    - (C45.58) Tissu conjonctif et autres tissus mous du pelvis

  - (C49.6) Tissu conjonctif et autres tissus mous du tronc, sans précision
  - (C49.8) Lésion à localisations contiguës du tissu conjonctif et des autres tissus mous
  - (C49.9) Tissu conjonctif et autres tissus mous, sans précision

### (C50-C58) Tumeurs malignes, seins, organes génitaux de la femme
- (C50) Tumeur maligne du sein
  - (C50.0) Mamelon et aréole
  - (C50.1) Partie centrale du sein
  - (C50.2) Quadrant supéro-interne du sein
  - (C50.3) Quadrant inféro-interne du sein
  - (C50.4) Quadrant supéro-externe du sein
  - (C50.5) Quadrant inféro-externe du sein
  - (C50.6) Prolongement axillaire du sein
  - (C50.8) Lésion à localisations contiguës du sein
  - (C50.9) Sein, sans précision
- (C51) Tumeur maligne de la vulve
- (C52) Tumeur maligne du vagin
- (C53) Tumeur maligne du col de l'utérus
- (C54) Tumeur maligne du corps de l'utérus
- (C55) Tumeur maligne de l'utérus, partie non précisée
- (C56) Tumeur maligne de l'ovaire
- (C57) Tumeur maligne des organes génitaux de la femme, autres et non précisés
- (C58) Tumeur maligne du placenta

### (C60-C63) Tumeurs malignes, organes génitaux masculins
- (C60) Tumeur maligne de la verge
- (C61) Tumeur maligne de la prostate
- (C62) Tumeur maligne du testicule
- (C63) Tumeur maligne des organes génitaux de l'homme, autres et non précisés

### (C64-C68) Tumeurs malignes, voies urinaires
- (C64) Tumeur maligne du rein, à l'exception du bassinet
- (C65) Tumeur maligne du bassinet
- (C66) Tumeur maligne de l'uretère
- (C67) Tumeur maligne de la vessie
- (C68) Tumeur maligne des organes urinaires, autres et non précisés

### (C69-C72) Tumeurs malignes, œil, cerveau et autres parties du système nerveux central
- (C69) Tumeur maligne de l'œil et de ses annexes
- (C70) Tumeur maligne des méninges
- (C71) Tumeur maligne de l'encéphale
- (C72) Tumeur maligne de la moelle épinière, des nerfs crâniens et d'autres parties du système nerveux central

### (C73-C75) Thyroïde et autres glandes endocrines
- (C73) Tumeur maligne de la thyroïde

- (C74) Tumeur maligne de la surrénale
  - (C74.0) Cortex de la surrénale
  - (C74.1) Médullosurrénale
  - (C74.9) Surrénale, sans précision

- (C75) Tumeur maligne d'autres glandes endocrines et structures apparentées
  - (C75.0) Parathyroïde
  - (C75.1) Hypophyse
  - (C75.2) Tractus cranio-pharyngien
  - (C75.3) Epiphyse
  - (C75.4) Corpuscule carotidien
  - (C75.5) Glomus aortique et autres paraganglions
  - (C75.8) Atteinte pluriglandulaire, sans précision
  - (C75.9) Glande endocrine, sans précision

### (C76-C80) Tumeurs malignes de sièges mal définis, secondaires et non précisés
- (C76) Tumeur maligne de sièges autres et mal définis
  - (C76.0) Tête, face et cou
  - (C76.1) Thorax
  - (C76.2) Abdomen
  - (C76.3) Pelvis
  - (C76.4) Membre supérieur
  - (C76.5) Membre inférieur
  - (C76.7) Autres sièges mal définis
  - (C76.8) Lésion à localisations contiguës de sièges autres et mal définis

- (C77) Tumeur maligne des ganglions lymphatiques, secondaire et non précisée
  - (C77.0) Ganglions lymphatiques de la tête, de la face et du cou
  - (C77.1) Ganglions lymphatiques intrathoraciques
  - (C77.2) Ganglions lymphatiques intra-abdominaux
  - (C77.3) Ganglions lymphatiques de l'aisselle et du membre supérieur
  - (C77.4) Ganglions lymphatiques inguinaux et du membre inférieur
  - (C77.5) Ganglions lymphatiques intrapelviens
  - (C77.8) Ganglions lymphatiques de sièges multiples
  - (C77.9) Ganglion lymphatique, sans précision

- (C78) Tumeur maligne secondaire des organes respiratoires et digestifs
  - (C78.0) Tumeur maligne secondaire du poumon
  - (C78.1) Tumeur maligne secondaire du médiastin
  - (C78.2) Tumeur maligne secondaire de la plèvre
  - (C78.3) Tumeur maligne secondaire des organes respiratoires, autres et non précisés
  - (C78.4) Tumeur maligne secondaire de l'intestin grêle
  - (C78.5) Tumeur maligne secondaire du gros intestin et du rectum
  - (C78.6) Tumeur maligne secondaire du rétropéritoine et du péritoine
  - (C78.7) Tumeur maligne secondaire du foie
  - (C78.8) Tumeur maligne secondaire des organes digestifs, autres et non précisés

- (C79) Tumeur maligne secondaire d'autres sièges
  - (C79.0) Tumeur maligne secondaire du rein et du bassinet
  - (C79.1) Tumeur maligne secondaire de la vessie et des organes urinaires, autres et non précisés
  - (C79.2) Tumeur maligne secondaire de la peau
  - (C79.3) Tumeur maligne secondaire du cerveau et des méninges cérébrales
  - (C79.4) Tumeur maligne secondaire de parties du système nerveux, autres et non précisées
  - (C79.5) Tumeur maligne secondaire des os et de la moelle osseuse
  - (C79.6) Tumeur maligne secondaire de l'ovaire
  - (C79.7) Tumeur maligne secondaire de la glande surrénale
  - (C79.8) Tumeur maligne secondaire d'autres sièges précisés

- (C80) Tumeur maligne de siège non précisé
  - (C80.+0) Tumeur maligne primitive de siège inconnu

### (C81-C96) Tumeurs malignes primitives ou présumées primitives, des tissus lymphoïde, hématopoïétique et apparentés
- (C81) Maladie de Hodgkin
  - (C81.0) Prédominance lymphocytaire
  - (C81.1) Sclérose nodulaire
  - (C81.2) Cellulaire mixte
  - (C81.3) Déplétion lymphocytaire
  - (C81.7) Autres formes de la maladie de Hodgkin
  - (C81.9) Maladie de Hodgkin, sans précision

- (C82) Lymphome folliculaire [nodulaire] non hodgkinien
  - (C82.0) Petites cellules encochées folliculaires
  - (C82.1) Mélange de petites cellules encochées et de grandes cellules folliculaires
  - (C82.2) Grandes cellules, folliculaires
  - (C82.7) Autres formes de lymphome non hodgkinien, folliculaire
  - (C82.9) Lymphome folliculaire non hodgkinien, sans précision

- (C83) Lymphome diffus non hodgkinien
  - (C83.0) Petites cellules (diffus)
  - (C83.1) Petites cellules encochées (diffus)
  - (C83.2) Mélange de petites et grandes cellules (diffus)
  - (C83.3) Grandes cellules (diffus)
  - (C83.4) Immunoblastique (diffus)
  - (C83.5) Lymphoblastique (diffus)
  - (C83.6) Indifférencié (diffus)
  - (C83.7) Tumeur de Burkitt
  - (C83.8) Autres formes de lymphome diffus non hodgkinien
  - (C83.9) Lymphome diffus non hodgkinien, sans précision

- (C84) Lymphomes périphériques et cutanés à cellules T
  - (C84.0) Mycosis fongoïde
  - (C84.1) Réticulose de Sézary
  - (C84.2) Lymphome de la zone T
  - (C84.3) Lymphome lympho-épithélioïde
  - (C84.4) Lymphome périphérique à cellules T
  - (C84.5) Lymphomes à cellules T, autres et non précisés

- (C85) Lymphome non hodgkinien, de types autres et non précisés
  - (C85.0) Lymphosarcome
  - (C85.1) Lymphomes à cellules B, sans précision
  - (C85.7) Autres types précisés de lymphome non hodgkinien
  - (C85.9) Lymphome non hodgkinien, de type non précisé

- (C88) Maladies immunoprolifératives malignes
  - (C88.0) Macroglobulinémie de Waldenström
  - (C88.1) Maladie des chaînes lourdes alpha
  - (C88.2) Maladie des chaînes lourdes gamma
  - (C88.3) Maladie immunoproliférative de l'intestin grêle
  - (C88.7) Autres maladies immunoprolifératives malignes
  - (C88.9) Maladie immunoproliférative maligne, sans précision

- (C90) Myélome multiple et tumeurs malignes à plasmocytes
  - (C90.0) Myélome multiple
  - (C90.1) Leucémie à plasmocytes
  - (C90.2) Plasmocytome extra-médullaire

- (C91) Leucémie lymphoïde
  - (C91.0) Leucémie lymphoblastique aiguë
  - (C91.1) Leucémie lymphoïde chronique
  - (C91.2) Leucémie lymphoïde subaiguë
  - (C91.3) Leucémie à prolymphocytes
  - (C91.4) Leucémie à tricholeucocytes
  - (C91.5) Leucémie de l'adulte à cellules T
  - (C91.7) Autres leucémies lymphoïdes
  - (C91.9) Leucémie lymphoïde, sans précision

- (C92) Leucémie myéloïde
  - (C92.0) Leucémie myéloïde aiguë
  - (C92.1) Leucémie myéloïde chronique
  - (C92.2) Leucémie myéloïde subaiguë
  - (C92.3) Sarcome myéloïde
  - (C92.4) Leucémie promyélocytaire aiguë
  - (C92.5) Leucémie myélomonocytaire aiguë
  - (C92.7) Autres leucémies myéloïdes
  - (C92.9) Leucémie myéloïde, sans précision

- (C93) Leucémie monocytaire
  - (C93.0) Leucémie monocytaire aiguë
  - (C93.1) Leucémie monocytaire chronique
  - (C93.2) Leucémie monocytaire subaiguë
  - (C93.7) Autres leucémies monocytaires
  - (C93.9) Leucémie monocytaire, sans précision

- (C94) Autres leucémies à cellules précisées
  - (C94.0) Polyglobulie primitive aiguë et érythroleucose
  - (C94.1) Polyglobulie primitive chronique
  - (C94.2) Leucémie aiguë à mégacaryocytes
  - (C94.3) Leucémie à mastocytes
  - (C94.4) Panmyélose aiguë
  - (C94.5) Myélofibrose aiguë
  - (C94.7) Autres leucémies précisées

- (C95) Leucémie à cellules non précisées
  - (C95.0) Leucémie aiguë à cellules non précisées
  - (C95.1) Leucémie chronique à cellules non précisées
  - (C95.2) ubaiguë à cellules non précisées
  - (C95.7) Autres leucémies à cellules non précisées
  - (C95.9) Leucémie, sans précision

- (C96) Tumeurs malignes des tissus lymphoïde, hématopoïétique et apparentés, autres et non précisées
  - (C96.0) Maladie de Letterer-Siwe
  - (C96.1) Histiocytose maligne
  - (C96.2) Tumeur maligne à mastocytes
  - (C96.3) Lymphome histiocytaire vrai
  - (C96.7) Autres tumeurs malignes précisées des tissus lymphoïde, hématopoïétique et apparentés
  - (C96.9) Tumeur maligne des tissus lymphoïde, hématopoïétique et apparentés, sans précision

### (C97) Tumeurs malignes de sièges multiples indépendants (primitifs)
- - (C97) Tumeurs malignes de sièges multiples indépendants (primitifs)

### (D00-D09) Tumeurs in situ
- (D00) Carcinome in situ de la cavité buccale, de l’œsophage et de l'estomac
  - (D00.0) Lèvre, cavité buccale et pharynx
  - (D00.1) Œsophage
  - (D00.2) Estomac

- (D01) Carcinome in situ des organes digestifs, autres et non précisés
  - (D01.0) Côlon
  - (D01.1) Jonction recto-sigmoïdienne
  - (D01.2) Rectum
  - (D01.3) Anus et canal anal
  - (D01.4) Parties de l'intestin, autres et non précisées
  - (D01.5) Foie, vésicule et voies biliaires
  - (D01.7) Autres organes digestifs précisés
  - (D01.9) Organe digestif, sans précision

- (D02) Carcinome in situ de l'oreille moyenne et de l'appareil respiratoire
  - (D02.0) Larynx
  - (D02.1) Trachée
  - (D02.2) Bronches et poumon
  - (D02.3) Autres parties de l'appareil respiratoire
  - (D02.4) Appareil respiratoire, sans précision

- (D03) Mélanome in situ
  - (D03.0) Mélanome in situ de la lèvre
  - (D03.1) Mélanome in situ de la paupière, y compris le canthus
  - (D03.2) Mélanome in situ de l'oreille et du conduit auditif externe
  - (D03.3) Mélanome in situ de parties de la face, autres et non précisées
  - (D03.4) Mélanome in situ du cuir chevelu et du cou
  - (D03.5) Mélanome in situ du tronc
  - (D03.6) Mélanome in situ du membre supérieur, y compris l'épaule
  - (D03.7) Mélanome in situ du membre inférieur, y compris la hanche
  - (D03.8) Mélanome in situ d'autres sièges
  - (D03.9) Mélanome in situ, sans précision

- (D04) Carcinome in situ de la peau
  - (D04.0) Peau de la lèvre
  - (D04.1) Peau de la paupière, y compris le canthus
  - (D04.2) Peau de l'oreille et du conduit auditif externe
  - (D04.3) Peau des parties de la face, autres et non précisées
  - (D04.4) Peau du cuir chevelu et du cou
  - (D04.5) Peau du tronc
  - (D04.6) Peau du membre supérieur, y compris l'épaule
  - (D04.7) Peau du membre inférieur, y compris la hanche
  - (D04.8) Peau d'autres sièges
  - (D04.9) Peau, sans précision

- (D05) Carcinome in situ du sein
  - (D05.0) Carcinome in situ lobulaire
  - (D05.1) Carcinome in situ intracanalaire
  - (D05.7) Autres carcinomes in situ du sein
  - (D05.9) Carcinome in situ du sein, sans précision

- (D06) Carcinome in situ du col de l'utérus
  - (D06.0) Endocol
  - (D06.1) Exocol
  - (D06.7) Autres parties du col de l'utérus
  - (D06.9) Col de l'utérus, sans précision

- (D07) Carcinome in situ d'organes génitaux, autres et non précisés
  - (D07.0) Endomètre
  - (D07.1) Vulve
  - (D07.2) Vagin
  - (D07.3) Organes génitaux de la femme, autres et non précisés
  - (D07.4) Verge
  - (D07.5) Prostate
  - (D07.6) Organes génitaux de l'homme, autres et non précisés

- (D09) Carcinome in situ de sièges autres et non précisés
  - (D09.0) Vessie
  - (D09.1) Organes urinaires, autres et non précisés
  - (D09.2) Œil
  - (D09.3) Thyroïde et autres glandes endocrines
  - (D09.7) Carcinome in situ d'autres sièges précisés
  - (D09.9) Carcinome in situ, sans précision

### (D10-D36) Tumeurs bénignes
- (D10) Tumeur bénigne de la bouche et du pharynx
  - (D10.0) Lèvre
  - (D10.1) Langue
  - (D10.2) Plancher de la bouche
  - (D10.3) Parties de la bouche, autres et non précisées
  - (D10.4) Amygdale
  - (D10.5) Autres parties de l'oropharynx
  - (D10.6) Rhinopharynx
  - (D10.7) Hypopharynx
  - (D10.9) Pharynx, sans précision
- (D11) Tumeur bénigne des glandes salivaires principales
  - (D11.0) Glande parotide
  - (D11.7) Autres glandes salivaires principales
  - (D11.9) Glande salivaire principale, sans précision
- (D12) Tumeur bénigne du côlon, du rectum, de l'anus et du canal anal
  - (D12.0) Cæcum
  - (D12.1) Appendice
  - (D12.2) Côlon ascendant
  - (D12.3) Côlon transverse
  - (D12.4) Côlon descendant
  - (D12.5) Côlon sigmoïde
  - (D12.6) Côlon, sans précision
    - (D12.6+0) Polypose (colique) familiale adénomateuse
    - (D12.6+1) Polypose (colique) liée au gène APC
    - (D12.6+2) Polypose (colique) liée au gène MYH
    - (D12.6+3) Polypose (colique) festonnée
    - (D12.6+4) Polypose (colique) juvénile
    - (D12.6+5) Polypose (colique) au cours du syndrome de Peutz-Jeghers
    - (D12.6+6) Polypose (colique) au cours de la maladie de Cowden
    - (D12.6+8) Côlon, tumeurs bénignes autres et non précisées

  - (D12.7) Jonction rectosigmoïdienne
  - (D12.8) Rectum
  - (D12.9) Anus et canal anal
- (D13) Tumeurs bénignes de parties autres et mal définies de l'appareil digestif
  - (D13.0) Œsophage
  - (D13.1) Estomac
  - (D13.2) Duodénum
  - (D13.3) Parties de l'intestin grêle, autres et non précisées
  - (D13.4) Foie
  - (D13.5) Voies biliaires extra-hépatiques
  - (D13.6) Pancréas
  - (D13.7) Pancréas endocrine
  - (D13.9) Sièges mal définis de l'appareil digestif
    - (D13.90) Rate
- (D14) Tumeur bénigne de l'oreille moyenne et de l'appareil respiratoire
- (D15) Tumeur bénigne des organes intrathoraciques, autres et non précisés
- (D16) Tumeur bénigne des os et du cartilage articulaire
- (D17) Tumeur lipomateuse bénigne
- (D18) Hémangiome et lymphangiome, tout siège
- (D19) Tumeur bénigne du tissu mésothélial
- (D20) Tumeur bénigne des tissus mous du rétropéritoine et du péritoine
- (D21) Autres tumeurs bénignes du tissu conjonctif et des autres tissus mous
- (D22) Nævus à mélanocytes
- (D23) Autres tumeurs bénignes de la peau
- (D24) Tumeur bénigne du sein
- (D25) Léiomyome de l'utérus
- (D26) Autres tumeurs bénignes de l'utérus
- (D27) Tumeur bénigne de l'ovaire
- (D28) Tumeur bénigne des organes génitaux de la femme, autres et non précisés
- (D29) Tumeur bénigne des organes génitaux de l'homme
- (D30) Tumeur bénigne des organes urinaires
- (D31) Tumeur bénigne de l'œil et de ses annexes
- (D32) Tumeur bénigne des méninges
- (D33) Tumeur bénigne de l'encéphale et d'autres parties du système nerveux central
- (D34) Tumeur bénigne de la thyroïde
- (D35) Tumeur bénigne des glandes endocrines, autres et non précisées
- (D36) Tumeur bénigne de sièges autres et non précisés

### (D37-D48) Tumeurs à évolution imprévisible ou inconnue
- (D37) Tumeur de la cavité buccale et des organes digestifs à évolution imprévisible ou inconnue
- (D38) Tumeur de l'oreille moyenne et des organes respiratoires et intrathoraciques à évolution imprévisible ou inconnue
- (D39) Tumeur des organes génitaux de la femme à évolution imprévisible ou inconnue
- (D40) Tumeur des organes génitaux de l'homme à évolution imprévisible ou inconnue
- (D41) Tumeur des organes urinaires à évolution imprévisible ou inconnue
- (D42) Tumeur des méninges à évolution imprévisible ou inconnue
- (D43) Tumeur de l'encéphale et du système nerveux central à évolution imprévisible ou inconnue
- (D44) Tumeur des glandes endocrines à évolution imprévisible ou inconnue
- (D45) Polyglobulie essentielle
- (D46) Syndromes myélodysplasiques
- (D47) Autres tumeurs des tissus lymphoïde, hématopoïétique et apparentés à évolution imprévisible ou inconnue
- (D48) Tumeur de sièges autres et non précisés à évolution imprévisible ou inconnue